# Paragonaster
Paragonaster is een geslacht van kamsterren uit de familie Pseudarchasteridae.

## Soorten
- Paragonaster chinensis Liao, 1983
- Paragonaster ctenipes Sladen, 1889
- Paragonaster grandis H.L. Clark, 1941
- Paragonaster ridgwayi McKnight, 1973
- Paragonaster stenostichus Fisher, 1913
- Paragonaster subtilis (Perrier, 1881)
- Paragonaster tenuiradiis Alcock, 1893